# Machaerostylus
Machaerostylus är ett släkte av skalbaggar. Machaerostylus ingår i familjen vivlar.
Kladogram enligt Catalogue of Life:
| Machaerostylus | \| \| Machaerostylus insulanus \| \| \| \| |
|                | \| \| Machaerostylus insulanus \| \| \| \| |
|                | Machaerostylus insulanus                   |
|                |                                            |